# Liste der Kellergassen in Göttlesbrunn-Arbesthal
Die Liste der Kellergassen in Göttlesbrunn-Arbesthal führt die Kellergassen in der niederösterreichischen Gemeinde Göttlesbrunn-Arbesthal an.
| Foto |                 | Kellergasse               | Standort                  | Beschreibung |
| ---- | --------------- | ------------------------- | ------------------------- | --- |
| ja   | Datei hochladen | Kellergasse               | KG: Arbesthal Standort    | Das Kellergassensystem besteht aus einer langen einseitigen Einzelkellergasse an einer Geländekante am nordwestlichen Ortsrand („Kellergasse“) und einigen beidseitigen Kellern im Bereich Waidbergweg. Es erstreckt sich über 900 Meter Länge und besteht aus 76 Gebäuden, darunter 16 Um- oder Neubauten und einige mit Nutzung als Heurige. Die Keller haben unterschiedliche Bauarten, die Mehrheit ist giebelständig. Die älteste Datierung ist von 1677. |
| BW   | Datei hochladen | Florianigasse             | KG: Göttlesbrunn Standort | Die einseitige Einzelkellergasse liegt in einem Hohlweg gegenüber vom Friedhof, am östlichen Ortsrand. Sie besteht aus neun Gebäuden auf 100 Metern Länge. |
| ja   | Datei hochladen | Kellergasse               | KG: Göttlesbrunn Standort | Das Kellergassensystem am nördlichen Ortsrand liegt teils in einem Hohlweg im Nordwesten, teils an Geländekanten, und erstreckt sich bis zu einigen von Neubauten umgebenen Kellern am nordöstlichen Ortsrand. Laut Schildbaur, der die Keller besuchte, bevor zahlreiche neue Wohnhäuser entstanden, umfasst es 64 Gebäude auf 400 Metern Länge, und etwa ein Drittel der Gebäude sollen Um- oder Neubauten sein, teils mit Wohnnutzung. Etwa die Hälfte der Keller hatte Schildmauerform, davon waren aber viele erneuerungsbedürftig. Die älteste Datierung ist von 1746. |
| BW   | Datei hochladen | Kiragstettn (Lehmgstettn) | KG: Göttlesbrunn Standort | Die einseitige Einzelkellergasse liegt an einer Geländekante im östlichen Hintaus. Sie besteht aus 16 Gebäuden auf 200 Metern Länge, die Hälfte der Gebäude sind jedoch Um- oder Neubauten. Die erhaltenen Keller sind alle giebelständig. |
| BW   | Datei hochladen | Kräftenweg                | KG: Göttlesbrunn Standort | Die einseitige Einzelkellergasse befindet sich an einer Geländekante im westlichen Hintaus. Schmidbaur fand hier eine älteste Datierung von 1756 vor, und zählte 18 Gebäude auf 150 Metern Länge, davon aber sieben Um- oder Neubauten, und die Mehrzahl der erhaltenen Keller war erneuerungsbedürftig. Mittlerweile dürften durch Neubauten und Verfall in diesem Bereich kaum mehr Keller vorhanden sein. |

| Foto:                    | Fotografie der Kellergasse (Gesamtheit). Klicken des Fotos erzeugt eine vergrößerte Ansicht. Daneben finden sich zwei Symbole: \| Weitere Bilder vorhanden \| Das Symbol bedeutet, dass weitere Fotos des Objekts verfügbar sind. Durch Klicken des Symbols werden sie angezeigt. \| \| Eigenes Foto hochladen \| Durch Klicken des Symbols können weitere Fotos des Objekts in das Medienarchiv Wikimedia Commons hochgeladen werden. \| |
| Name:                    | Bezeichnung der Kellergasse |
| Standort:                | Es ist die Katastralgemeinde (KG) angegeben. Durch Aufruf des Links Standort wird die Lage der Kellergasse in verschiedenen Kartenprojekten angezeigt. |
| Beschreibung             | Kurze Beschreibung der Kellergasse |
| Weitere Bilder vorhanden | Das Symbol bedeutet, dass weitere Fotos des Objekts verfügbar sind. Durch Klicken des Symbols werden sie angezeigt. |
| Eigenes Foto hochladen   | Durch Klicken des Symbols können weitere Fotos des Objekts in das Medienarchiv Wikimedia Commons hochgeladen werden. |